# Kean Nakamura-Berta
Kean Nakamura-Berta (中村紀庵ベルタ, Nakamura Kian Beruta), né le 12 novembre 2007 à Londres, est un pilote automobile nippo-slovaque, évoluant sous licence britannique.
Entre 2022 et 2024, il fait partie de l'Alpine Academy.

## Carrière

### Karting
En 2019, Nakarmura-Berta remporte son premier titre européen lors de la finale internationale du championnat IAME au Mans dans la catégorie X30 Mini. En 2020, il rejoint la catégorie 60 Mini et termine deuxième des WSK Euro Series, ainsi que des WSK Super Master Series,. En 2021, il rejoint la catégorie OK-Junior et remporte le championnat du monde de karting en octobre. En fin de saison, il passe en catégorie OK et décroche son premier titre dans la catégorie lors de la South Garda Winter Cup,.
En 2022, Nakamura-Berta remporte le championnat d'Europe de karting dans des circonstances controversées face à son coéquipier Alex Powell. En 2023, il reste en catégorie OK tout en faisant quelques apparitions en KZ2. Il termine deuxième en catégorie OK dans le tournoi Champions of the Future et sixième en KZ2 lors des championnats du monde et d'Europe de karting,. En fin de saison, Nakamura-Berta devient un pilote affilié à l'Alpine Academy.

### Formule 4

#### 2023
Fin 2023, Nakamura-Berta participe aux deux dernières manches du championnat de Formule 4 d'Asie du Sud-Est avec Prema Racing. Il décroche son premier podium avec une deuxième place lors de la manche de Sepang, où il décroche également le meilleur tour. En six courses, il obtient deux pole positions, trois meilleurs tours en course et une deuxième place comme meilleur résultat. Il termine sixième du championnat avec 48 points. Au cours de cette même saison, il devient un membre à part entière de l'Alpine Academy.

#### 2024

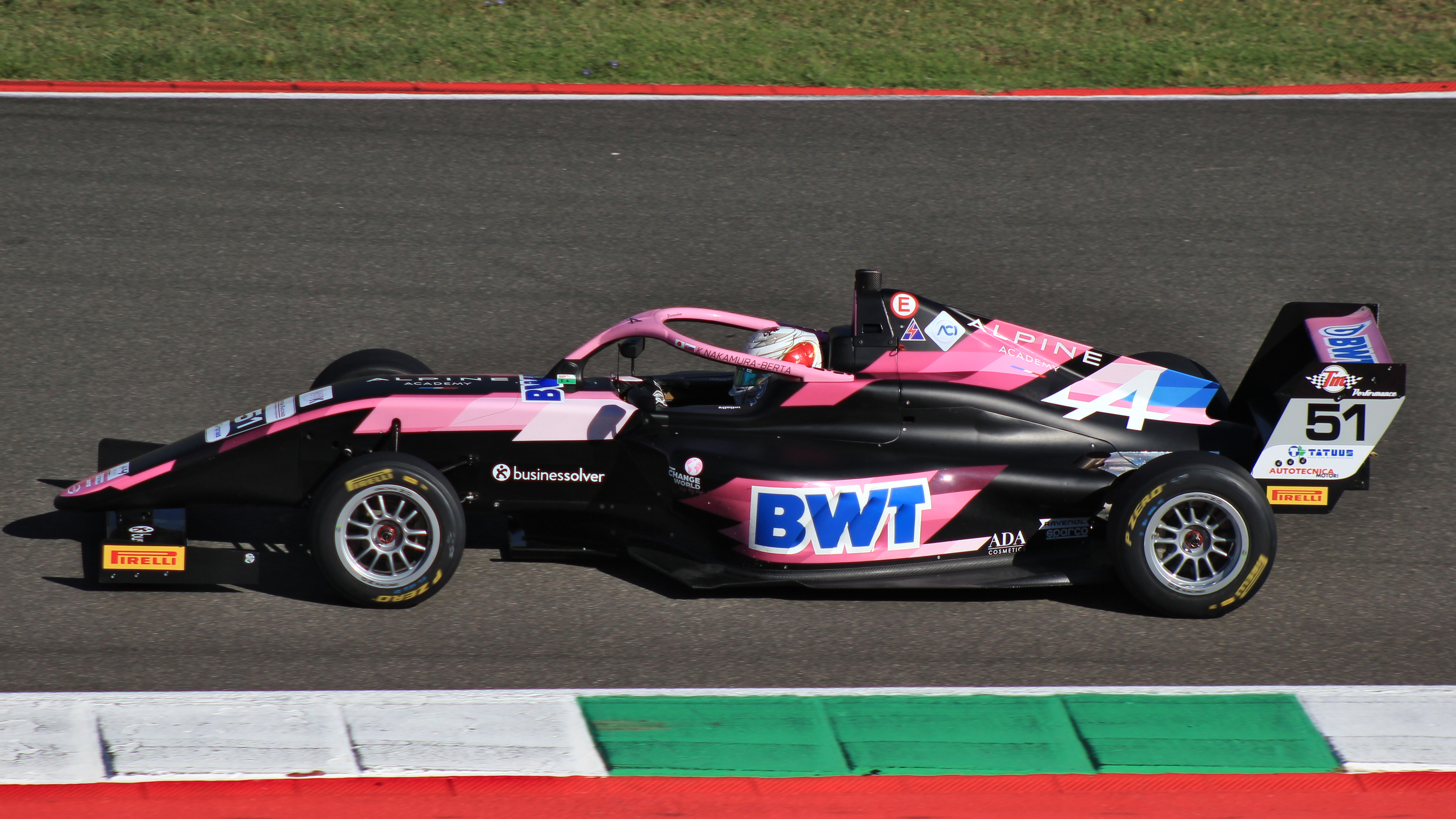
Kean Nakamura-Berta en Formule 4 italienne en 2024 au Mugello.

Pendant l'intersaison 2023-2024, Nakamura-Berta participe au championnat des Émirats arabes unis de Formule 4. Il remporte sa première victoire en monoplace lors de la première course disputée sur le circuit Yas Marina, puis décroche un double podium lors de la deuxième manche organisée sur le même circuit. Il obtient un autre double podium lors de la première manche à Dubaï, mais ses espoirs de titre sont compromis par deux abandons lors de la manche suivante. Il remporte une autre victoire et obtient une deuxième place lors de la deuxième manche à Dubaï, ce qui lui permet de terminer vice-champion derrière Freddie Slater.
Pour sa campagne principale, l'Anglais participe au championnat d'Italie de Formule 4 et au championnat d'Euro 4 avec l'équipe Prema Racing. Au cours de la première moitié de la saison, il n'obtient qu'un seul podium lors de la première manche à Imola, mais décroche sa première victoire au Paul Ricard sous une pluie battante,. Il obtient trois autres podiums et a termine sixième du championnat, manquant le titre de meilleur débutant de six points face Alex Powell. En Euro 4, il connaît plus de réussite, remportant une victoire à Monza et terminant à la troisième place du championnat, tout en étant couronné meilleur rookie. À l'issue de la saison 2024, il quitte l'Alpine Academy.

#### 2025
Pendant l'intersaison, Nakamura-Berta dispute à nouveau le championnat du Moyen-Orient de Formule 4 avec l'équipe indienne Mumbai Falcons. Pour la première manche, il termine deuxième des deux premières courses avec le meilleur tour lors de la deuxième. Avide de victoire, il se bat pour la victoire mais se fait dépasser dans le dernier tour par Emanuele Olivieri.
Lors de la deuxième manche, il termine troisième et cinquième et se fait prendre la victoire sur la ligne pour la troisième course de 57 millièmes.
Il dispute sa campagne principale avec Prema Racing en championnat d'Italie de Formule 4 et en Euro 4. En Formule 4 italienne, Il commence sa saison avec trois pole positions sur le circuit de Misano. Il remporte ensuite les trois courses du week-end,,. Lors de la manche de Vallelunga, après être parti en pole position pour la première course, il remporte les deux premières courses du week-end. Lors de sa troisième course, il se bat avec son équipier Sebastian Wheldon et est victime d'un accrchage avec celui-ci, le faisaint ralentir et chuter à la onzième place.
À Monza, il rate sa qualification et s'élance treizième sur la grille de la première course. Lors de celle-ci, il remonte deuxième et se bat pour la victoire mais franchit la ligne troisième derièrre Wheldon et Gabriel Gomez. Il part de la pole position des deux courses suivantes. Il remporte la deuxième course devant ses deux rivaux.
Parti de la pole position lors de la troisième course, il mène durant plusieurs tours jusqu'au moment où un abandon provoque la sortie de la voiture de sécurité. Celle-ci se retire pour laisser un dernier tour de course, ce qui mène à une lutte pour la victoire entre les trois premiers à la première chicane du circuit, qui se conclut par un accident entre Wheldon et Nakamura Berta, qui abandonne. Malgrès son abandon, il conserve la tête du championnat.

## Résultat en karting
| Saison     | Championnat                                  | Ecurie                   | Classement |
| ---------- | -------------------------------------------- | ------------------------ | ---------- |
| 2018       | Kartmasters British Grand Prix — Honda Cadet | Project One              | 4e         |
| 2019       | LGM Series — IAME Cadet                      |                          | 3e         |
| 2019       | Kartmasters Grand Prix — Honda Cadet         | Project One Racing       | 2e         |
| 2019       | Kartmasters Grand Prix — IAME Cadet          | Fusion Motorsport        | 1er        |
| 2019       | British Kart Championship — IAME Cadet       | Fusion Motorsport        | 3e         |
| 2019       | British Kart Championship — Honda Cadet      | Project One Racing       | 2e         |
| 2019       | IAME International Final — X30 Mini          | Project One Racing       | 1er        |
| 2019       | WSK Open Cup — 60 Mini                       | Tony Kart Racing Team    | 30e        |
| 2019       | WSK Final Cup — 60 Mini                      | Tony Kart Racing Team    |            |
| 2020       | WSK Champions Cup - 60 Mini                  | Team Driver Racing Kart  | 33e        |
| 2020       | WSK Super Master Series — 60 Mini            | Team Driver Racing Kart  | 2e         |
| 2020       | WSK Euro Series — 60 Mini                    | Team Driver Racing Kart  | 2e         |
| 2020       | WSK Open Cup — Mini                          | Team Driver Racing Kart  | 13e        |
| 2021       | WSK Champions Cup — OKJ                      | Forza Racing             | 2e         |
| 2021       | WSK Super Master Series — OKJ                |                          | 7e         |
| 2021       | WSK Euro Series — OKJ                        |                          | 55e        |
| 2021       | CIK-FIA European Championship — OKJ          |                          | 37e        |
| 2021       | CIK-FIA World Championship — OKJ             |                          | 1er        |
| 2021       | WSK Open Cup — OKJ                           |                          | 25e        |
| 2021       | WSK Final Cup — OK                           |                          | 14e        |
| 2021       | Champions of the Future — OKJ                |                          | 17e        |
| 2021       | 26° South Garda Winter Cup — OK              | Forza Racing             | 1er        |
| 2022       | Champions of the Future - Winter Series — OK | Kart Republic Motorsport | 3e         |
| 2022       | CIK-FIA European Championship — OK           | Kart Republic Motorsport | 1er        |
| 2022       | CIK-FIA World Championship —                 | Kart Republic Motorsport | 31e        |
| 2022       | 27° South Garda Winter Cup — KZ2             |                          | 7e         |
| 2023       | WSK Super Master Series — KZ2                | Prema Racing             | 52e        |
| 2023       | CIK-FIA European Championship — OK           | Prema Racing             | 5e         |
| 2023       | CIK-FIA European Championship — KZ2          | Prema Racing             | 6e         |
| 2023       | CIK-FIA World Championship — OK              | Prema Racing             | 3e         |
| 2023       | FIA Karting World Cup — KZ2                  | Prema Racing             | 6e         |
| 2023       | WSK Open Series — KZ2                        | Prema Racing             | 7          |
| Sources, : |                                              |                          |            |

## Résultat en carrière

### Résultats en monoplace
| Saison | Championnat                                      | Écurie                 | Courses | Victoires | Pole positions | Meilleurs tours | Podiums | Points | Classement |
| ------ | ------------------------------------------------ | ---------------------- | ------- | --------- | -------------- | --------------- | ------- | ------ | ---------- |
| 2023   | Championnat d'Asie du Sud-Est de Formule 4       | Prema Racing           | 6       | 0         | 2              | 2               | 1       | 48     | 6e         |
| 2024   | Championnat des Émirats arabes unis de Formule 4 | Mumbai Falcons Limited | 15      | 2         | 2              | 3               | 7       | 168    | 2e         |
| 2024   | Championnat d'Italie de Formule 4                | Prema Powerteam        | 21      | 1         | 0              | 0               | 5       | 170    | 6e         |
| 2024   | Championnat d'Euro 4                             | Prema Powerteam        | 9       | 1         | 1              | 1               | 3       | 97     | 3e         |
| 2025   | Championnat du Moyen-Orient de Formule 4         | Mumbai Falcons Limited | 15      | 1         | 0              | 2               | 11      | 273    | 3e         |
| 2025   | Championnat d'Italie de Formule 4                | Prema Powerteam        | 14      | 7         | 8              | 1               | 11      | 246    | 1er        |
| 2025   | Championnat d'Euro 4                             | Prema Powerteam        | 3       | 0         | 2              | 0               | 3       | 51     | 2e         |

### Championnat de Formule 4 EAU / Moyen-Orient
(Les courses en gras indiquent une pole position) (Les courses en Italiques indiquent un meilleur tour)
| Saison | Ecurie                        | 1        | 2        | 3        | 4         | 5        | 6        | 7        | 8        | 9       | 10       | 11         | 12         | 13      | 14       | 15       | DC | Points |
| ------ | ----------------------------- | -------- | -------- | -------- | --------- | -------- | -------- | -------- | -------- | ------- | -------- | ---------- | ---------- | ------- | -------- | -------- | -- | ------ |
| 2024   | Mumbai Falcons Racing Limited | YMC1 1   | YMC1 2 8 | YMC1 3 5 | YMC2 1 12 | YMC2 2   | YMC2 3   | DUB1 1 2 | DUB1 2 6 | DUB1 3  | YMC3 1 5 | YMC3 2 Abd | YMC3 3 Abd | DUB2 1  | DUB2 2 9 | DUB2 3 2 | 2e | 168    |
| 2025   | Mumbai Falcons Racing Limited | YMC1 1 2 | YMC1 2   | YMC1 3 2 | YMC2 1 3  | YMC2 2 5 | YMC2 3 2 | DUB 1 3  | DUB 2 3  | DUB 3 2 | YMC3 1   | YMC3 2 21  | YMC3 3 4   | LSL 1 2 | LSL 2 4  | LSL 3 4  | 3e | 273    |

### Championnat d'Italie de Formule 4
(Les courses en gras indiquent une pole position) (Les courses en Italiques indiquent un meilleur tour)
| Saison | Ecurie       | 1       | 2         | 3     | 4         | 5       | 6       | 7         | 8        | 9       | 10      | 11       | 12      | 13      | 14      | 15      | 16       | 17      | 18      | 19      | 20      | 21      | DC  | Points |
| ------ | ------------ | ------- | --------- | ----- | --------- | ------- | ------- | --------- | -------- | ------- | ------- | -------- | ------- | ------- | ------- | ------- | -------- | ------- | ------- | ------- | ------- | ------- | --- | ------ |
| 2024   | Prema Racing | MIS 1 8 | MIS 2 Abd | MIS 3 | IMO 1 Abd | IMO 2 5 | IMO 3 6 | VLL 1 Ret | VLL 2 11 | VLL 3 8 | MUG 1 6 | MUG 2 15 | MUG 3 5 | LEC 1 5 | LEC 2 8 | LEC 3 1 | CAT 1 11 | CAT 1 4 | CAT 1 3 | MNZ 1 3 | MNZ 1 2 | MNZ 1 4 | 6e  | 170    |
| 2025   | Prema Racing | MIS 1   | MIS 2     | MIS 3 | VLL 1     | VLL 2   | VLL 3   | MNZ 1     | MNZ 1    | MNZ 1   | MUG 1   | MUG 2    | MUG 3   | IMO 1   | IMO 2   | IMO 3   | LEC 1    | LEC 2   | LEC 3   | MIS 1   | MIS 2   | MIS 3   | TBD | TBD    |

### Championnat d'Euro 4
(Les courses en gras indiquent une pole position) (Les courses en Italiques indiquent un meilleur tour)
| Saison | Ecurie       | 1       | 2        | 3       | 4       | 5       | 6         | 7       | 8       | 9     | DC | Points |
| ------ | ------------ | ------- | -------- | ------- | ------- | ------- | --------- | ------- | ------- | ----- | -- | ------ |
| 2024   | Prema Racing | MUG 1 4 | MUG 2 11 | MUG 3 4 | RBR 1 3 | RBR 2 7 | RBR 3 Abd | MNZ 1 4 | MNZ 2 1 | MNZ 3 | 3e | 97     |
| 2025   | Prema Racing | LEC 1   | LEC 2    | LEC 3   | MUG 1   | MUG 2   | MUG 3     | MNZ 1   | MNZ 2   | MNZ 3 | e  | TBD    |